# Valentina D'Urbano
Œuvres principales
Acquanera
Valentina D'Urbano, née le 28 juin 1985 à Rome en Italie, est une illustratrice et écrivaine italienne.

## Biographie
Valentina D'Urbano est diplômée de l'Institut européen de design en section « illustration et animation multimédia ».

## Œuvre littéraire
- Il rumore dei tuoi passi, éditions Longanesi, 2012 – prix du premier roman de la ville de Penne

Le Bruit de tes pas, trad. Nathalie Bauer, éditions Philippe Rey, 2013  (ISBN 978-2-84876-341-5)
- Acquanera, éd. Longanesi, 2013 – prix Stresa 2014

Acquanera, trad. Nathalie Bauer, éditions Philippe Rey, 2015  (ISBN 978-2-84876-442-9)
- Quella vita che ci manca, éd. Longanesi, 2014 – prix Rapallo-Carige 2015[1]
- Alfredo, éd. Longanesi, 2015
- Non aspettare la notte, éd. Longanesi, 2016